# موریس کنتن
موریس کنتن (فرانسوی: Maurice Quentin‎; زاده ۲ ژوئن ۱۹۲۰ – درگذشته ۱۹ آوریل ۲۰۱۳) دوچرخه‌سوار اهل فرانسه بود.